# Maria Ohmeyer
Maria Schmidt épouse Ohmeyer (née le 5 septembre 1896 à Matzen, morte le 11 juin 1983 à Poysdorf) est une peintre autrichienne.

## Biographie
Maria Ohmeyer vit d'abord à Poysdorf puis à Vienne à partir de 1906. Son père Leonhard Schmidt est notaire et son grand-père Ferdinand Schmidt peintre, graveur et sculpteur. Ils viennent de Nikolsburg en Moravie.
Elle fait ses études à l'Académie des femmes de Vienne auprès de Hermann Grom-Rottmayer et Carl Fahringer. Influencée par le premier, elle poursuit la peinture ton sur ton dans ses premières œuvres. Elle adopte par la suite la palette forte de Fahringer, où elle préfère un style formellement décontracté, en particulier dans ses peintures de fleurs, tant au pastel qu'à l'huile.
En 1923, elle épouse le général Alfons Ohmeyer, dont elle enfante le fils unique en 1924. En 1944, leur fils Herbert meurt pendant la Seconde Guerre mondiale. Elle ne s'est jamais tout à fait remise de cette perte. En 1952, son mari meurt dans un accident de la circulation.
En tant que membre de "Marchfelder Künstlervereinigung bildender Künstler Niederösterreichs", elle expose à leurs expositions et est représentée à de nombreuses expositions de la Fédération des associations d'art de Basse-Autriche dans le pays et à l'étranger. Elle a de bons contacts avec Franz Kaindl, Oskar Matulla, Franz Kaulfersch, Gottfried LAF Wurm, Karl Korab, Heribert Potuznik, Herbert Boeckl, Rupert Feuchtmüller, Hermann Nitsch.